# Honor Thy Father (Arrow)
Honor Thy Father es el segundo episodio de la primera temporada de la serie estadounidense de drama y ciencia ficción, Arrow. El episodio fue escrito por los creadores de la serie y productores ejecutivos Greg Berlanti, Andrew Kreisberg y Marc Guggenheim y dirigido por David Barrett. Fue estrenado el 17 de octubre de 2012 en Estados Unidos por la cadena CW. En Latinoamérica, Warner Channel estrenó el episodio el 29 de octubre de 2012.
Oliver acude a Laurel cuando descubre que lleva un proceso contra Martin Somers, un hombre que tiene lazos con la Tríada China y cuyo nombre se encuentra en el libro del padre de Oliver. Cuando la Triada se entera de lo que pasa, envían a su mejor mercenario, China White, para que se encargue de Laurel. Por otra parte, Moira y Walter le piden a Oliver hacerse cargo de Queen Consolidated.

## Argumento
El episodio comienza con Oliver confrontando y venciendo a los hombres del millonario Marcus Redmond y obligandolo a contactarse con su socio para devolver dinero robado de 15 años a los pensionados. Al día siguiente, Laurel presenta una demanda civil contra el millonario Martin Somers, quien también es uno de los objetivos de Oliver, por su participación en el comercio de la droga con la tríada china que en última instancia condujo a la muerte de Victor Nocenti un pescador, padre de una joven mujer llamada Emily. Vestido como el Vigilante, Oliver amenaza a Somers y lo hace confesar el asesinato como penitencia por todos los males que ha hecho a la ciudad. En cambio, Somers se pone en contacto con la Tríada, que envía a su asesino, China White, para matar a Laurel. Oliver no solo salva a Laurel de China, sino que también captura y le da una grabación de audio con la confesión de Somers al detective Lance. Mientras tanto, Moira y Walter le piden a Oliver hacerse cargo de Queen Consolidated. Oliver intencionalmente avergüenza a la familia en la inauguración de la nueva división de ciencias aplicadas de la compañía para salirse de ahí, sabiendo que él no puede cumplir con la petición de su padre para luchar por la ciudad y ser el hombre que su madre quiere que sea al mismo tiempo. Un flashback a cuando Oliver se encontraba en la isla muestra que es atacado por un desconocido encapuchado empuñando un arco y una flecha.

## Elenco
- Stephen Amell como Oliver Queen.
- Katie Cassidy como Dinah Laurel Lance.
- Colin Donnell como Tommy Merlyn.
- David Ramsey como John Diggle.
- Willa Holland como Thea Queen.
- Susanna Thompson como Moira Queen.
- Paul Blackthorne como el detective Quentin Lance.

## Continuidad
- En este episodio tiene lugar el primer contacto entre Laurel y el Vigilante.
- Este episodio marca la primera aparición de China White en la serie.

## Desarrollo

### Producción
La producción de este episodio comenzó el 9 de julio y terminó el 17 de julio de 2012.

### Casting
La actriz Kelly Hu fue contratada para interpretar a China White, una de las villanas de DC Comics.

### Filmación
El episodio fue filmado del 18 al 27 de julio.

## Recepción

### Recepción de la crítica
Jesse Schedeen critica positivamente el episodio, calficándolo como bueno, dándole una puntuación de 7.4 y diciendo: "Aunque los mismos defectos siguen siendo evidentes, Arrow sigue siendo una adaptación súper héroe divertida en su segundo episodio", añadiendo: "Tenía curiosidad por ver si habría alguna diferencia tangible en el estilo o la ejecución entre el piloto y el segundo episodio. Pero en términos de puntos fuertes y deficiencias, este episodio estaba muy en la onda del primero". Sobre las actuaciones, Schedeen comenta: "Oliver fue el personaje más fuerte del piloto, como debe ser y Amell sigue impresionando aquí con su físico y su naturaleza tranquila y melancólica, pero no convence cuando intenta jugar al playboy multimillonario. Más bien parece una de esas cosas que tiene que ser incluida solo porque Batman lo hace, y Batman estableció el estándar de oro para los vigilantes de súper héroes; Katy Cassidy sigue muy en la onda de Rachel Dawes y las tomas de Starling City son muy a lo The Dark Knight. Aparte de la interpretación de Amell, la actuación más impresionante vino de David Ramsey. Aunque no necesariamente aprendemos más sobre su personaje, es ciertamente simpático en su papel como el soldado silencioso que sólo quiere hacer su trabajo. Tarde o temprano tendrá que enterarse del secreto Oliver. El resto de las actuaciones fueron en general bien, aunque el episodio tuvo su parte justa en las interpretaciones de madera y el diálogo cursi", y añade: "las escenas de acción más tarde se manejaron mucho mejor, mostrando al Vigilante más furtivo, en lugar de un héroe de acción de los años 80. En general, el espectáculo está en pie firme después de dos episodios, pero hay un puñado de elementos que evitan que vaya hacia la oscuridad del drama melancólico que quiere ser", concluyó.

### Recepción del público
El episodio fue visto por 3.55 millones de espectadores, recibiendo 1.3 millones entre los espectadores entre 18-49 años.